# Regurgitation
Regurgitation è una raccolta non ufficiale dei Tuff, uscita nel 1997 per l'Etichetta discografica R.L.S. Records. Il disco raccoglie tracce live o demo registrate tra il 1985 e il 1995.
L'album venne pubblicato con bootleg in Portogallo nel 1997. Venne poi rimasterizzato nel 2000 per la R.L.S. Records.

## Tracce
1. Ain't Worth a Dime (Demo in studio registrata nel 1989. Hollywood, CA) 3:03
2. Another Man's Gun (Demo in studio registrata nel 1994. Philadelphia, PA) 4:17
3. Round 'em Up (Demo in studio registrata nel 1988. Van Nuys, CA) 2:42
4. A Place Where Love Can't Go (Demo in studio registrata nel 1992. N. Hollywood, CA) 4:24
5. Forever Yours (Demo in studio registrata nel 1989. Hollywood, CA) 2:48
6. Want Trouble You Got It (Demo in studio registrata nel 1988. Van Nuys, CA) 3:24
7. People They Change (Demo in studio registrata nel 1992. N. Hollywood, CA) 4:02
8. Don't Complain (Demo in studio registrata nel 1993. Van Nuys, CA) 3:58
9. Follow the Loser (live) 3:10
10. In Dogs We Trust (live) 2:42
11. God Bless This Mess (live) 5:24
12. Spit Like This (live) 4:14
13. Stop Pulling My Chain (Demo in studio registrata nel 1990 in Van Nuys, CA) 5:27
14. Put Out or Get Out (Demo in studio registrata nel 1990 in Van Nuys, CA) 2:41
15. Alone With You (Demo in studio registrata nel 1990 in Van Nuys, CA) 3:54
16. Don't Know Where I'm Going (Demo in studio registrata nel 1990 in Van Nuys, CA) 4:01
17. Money Talks (Demo in studio registrata nel 1990 in Van Nuys, CA) 3:14
18. School Bell Hell (Demo in studio registrata nel 1990 in Van Nuys, CA) 4:41
19. What Comes Around Goes Around (Demo in studio registrata nel 1990 in Van Nuys, CA) 3:34

## Formazione
- Stevie Rachelle - voce
- Jorge DeSaint - chitarra
- Todd Chase - basso
- Michael Lean - batteria

### Ex musicisti apparsi nelle registrazioni
- Danny Wilder - basso nella traccia 8
- Tommy Henrickson - basso nella traccia 4
- Jamie Fonte - basso nelle tracce 9, 12
- Jimi Lord - batteria nelle tracce 9, 12

### Membri Esterni
- Randy Cantor - voce nella traccia 2
- Michael Raphael - chitarra nella traccia 7